# Listă de filme britanice din 1946
Aceasta este o listă de filme britanice din 1946:

## Lista
| Titlu                      | Regizor                             | Distribuție                                             | Gen                | Note                                               |
| -------------------------- | ----------------------------------- | ------------------------------------------------------- | ------------------ | -------------------------------------------------- |
| Appointment with Crime     | John Harlow                         | William Hartnell, Raymond Lovell                        | Crime              |                                                    |
| Bad Company                | Paul Barrelet                       | Mabel Constanduros, Diana Dawson                        | Drama              |                                                    |
| Bedelia                    | Lance Comfort                       | Margaret Lockwood, Ian Hunter                           | Drama              |                                                    |
| Beware of Pity             | Maurice Elvey                       | Cedric Hardwicke, Lilli Palmer                          | Drama              |                                                    |
| The Captive Heart          | Basil Dearden                       | Michael Redgrave, Rachel Kempson                        | World War II/drama |                                                    |
| Caravan                    | Arthur Crabtree                     | Stewart Granger, Jean Kent                              | Melodrama          |                                                    |
| Carnival                   | Stanley Haynes                      | Sally Gray, Michael Wilding                             | Drama              |                                                    |
| The Curse of the Wraydons  | Victor M. Gover                     | Tod Slaughter, Bruce Seton                              | Thriller           |                                                    |
| A Defeated People          | Humphrey Jennings                   |                                                         | Documentary        |                                                    |
| Demobbed                   | John E. Blakeley                    | Norman Evans, Nat Jackley                               | Comedy             |                                                    |
| Gaiety George              | George King, Leontine Sagan         | Richard Greene, Ann Todd                                | Musical            |                                                    |
| George in Civvy Street     | Marcel Varnel                       | George Formby, Rosalyn Boulter                          | Comedy             |                                                    |
| A Girl in a Million        | Francis Searle                      | Hugh Williams, Joan Greenwood                           | Comedy             |                                                    |
| The Grand Escapade         | John Baxter                         | James Harcourt, Patric Curwen                           | Family/adventure   |                                                    |
| Great Expectations         | David Lean                          | John Mills, Jean Simmons, Valerie Hobson, Alec Guinness | Literary drama     | Number 5 in the list of BFI Top 100 British films  |
| Green for Danger           | Sidney Gilliat                      | Trevor Howard, Alastair Sim                             | Mystery            |                                                    |
| Here Comes the Sun         | John Baxter                         | Bud Flanagan, Chesney Allen                             | Comedy             |                                                    |
| I See a Dark Stranger      | Frank Launder                       | Deborah Kerr, Trevor Howard                             | Thriller           |                                                    |
| I'll Turn to You           | Geoffrey Faithfull                  | Terry Randall, Don Stannard                             | Musical            | [ 1 ]                                              |
| The Laughing Lady          | Paul L. Stein                       | Anne Ziegler, Webster Booth                             | Musical            |                                                    |
| Lisbon Story               | Paul L. Stein                       | Patricia Burke, David Farrar                            | Musical/thriller   |                                                    |
| London Town                | Wesley Ruggles                      | Sid Field, Petula Clark                                 | Musical            |                                                    |
| Loyal Heart                | Oswald Mitchell                     | Percy Marmont, Harry Welchman                           | Drama              |                                                    |
| The Magic Bow              | Bernard Knowles                     | Stewart Granger, Phyllis Calvert                        | Musical/biopic     |                                                    |
| A Matter of Life and Death | Michael Powell, Emeric Pressburger  | David Niven, Kim Hunter, Roger Livesey, Raymond Massey  | World War II       | Number 20 in the list of BFI Top 100 British films |
| Meet the Navy              | Alfred Travers                      | Lionel Murton, Oscar Natzka                             | Musical            |                                                    |
| Men of Two Worlds          | Thorold Dickinson                   | Robert Adams, Eric Portman, Orlando Martins             | Drama              |                                                    |
| Night Boat to Dublin       | Lawrence Huntington                 | Robert Newton, Raymond Lovell                           | World War II       |                                                    |
| The Overlanders            | Harry Watt                          | Chips Rafferty, John Nugent Hayward                     | Australian western |                                                    |
| Piccadilly Incident        | Herbert Wilcox                      | Anna Neagle, Michael Wilding                            | Drama              |                                                    |
| Quiet Weekend              | Harold French                       | Derek Farr, Frank Cellier                               | Comedy             |                                                    |
| School for Secrets         | Peter Ustinov                       | Ralph Richardson, Raymond Huntley                       | World War II       |                                                    |
| Send for Paul Temple       | John Argyle                         | Anthony Hulme, Joy Shelton                              | Crime              |                                                    |
| Spring Song                | Montgomery Tully                    | Peter Graves, Carol Raye                                | Drama              |                                                    |
| Tehran                     | Giacomo Gentilomo, William Freshman | Derek Farr, Marta Labarr                                | Thriller           |                                                    |
| Theirs Is the Glory        | Terence Young                       | Stanley Maxted, Allan Wood                              | World War II       |                                                    |
| They Knew Mr. Knight       | Norman Walker                       | Mervyn Johns, Nora Swinburne                            | Drama              |                                                    |
| This Man Is Mine           | Marcel Varnel                       | Tom Walls, Glynis Johns                                 | Comedy             |                                                    |
| The Trojan Brothers        | Maclean Rogers                      | Patricia Burke, David Farrar                            | Comedy             | [ 2 ]                                              |
| Under New Management       | John E. Blakeley                    | Nat Jackley, Norman Evans                               | Comedy             |                                                    |
| The Voice Within           | Maurice J. Wilson                   | Barbara White, Kieron Moore                             | Crime              | [ 3 ]                                              |
| The Voyage of Peter Joe    | Harry Hughes                        | Brian Peck, Graham Moffatt                              | Family             |                                                    |
| Wanted for Murder          | Lawrence Huntington                 | Eric Portman, Dulcie Gray                               | Thriller           |                                                    |
| The Years Between          | Compton Bennett                     | Michael Redgrave, Valerie Hobson                        | Drama              |                                                    |